# Дхирубхай Амбани
Дхирубхай Амбани (на английски: Dhirubhai Ambani), роден на 28 декември 1932 г. и починал 6 юли 2002 г., е индийски индустриалец, основател на индийския петролен концерн „Релайънс Индъстрийс“ (на английски: Reliance Industries), милиардер. След неговата смърт семейството му е едно от най-богатите в света.
Роден е като син на учител. Жени се за Кокилабина, с която имат двама сина и две дъщери. След неговата смърт начело на бизнеса му застават двамата му сина. Поради разногласия двамата братя се разделят и основават две отделни фирми. По-големият син, Мукеш Амбани, притежава 55 милиарда щатски долара и един от най-богатите хора на Азия.